# Schizachyrium sanguineum
Schizachyrium sanguineum är en gräsart som först beskrevs av Anders Jahan Retzius, och fick sitt nu gällande namn av Arthur Hugh Garfit Alston. Schizachyrium sanguineum ingår i släktet Schizachyrium och familjen gräs. Inga underarter finns listade i Catalogue of Life.